# Транспортный (Магаданская область)
Транспортный — посёлок в Тенькинском районе Магаданской области России.

## География
Расположен в месте впадения реки Тюкюль-Юрях в Теньку. Расстояние до районного центра составляет 99 км, до Магадана 363 км. Через Транспортный проходит автодорога Палатка — Кулу — Нексикан.

## История
Посёлок возник приблизительно в 1941 году при автобазе для приисков Омчакской долины, наименование произошло от профиля градообразующего предприятия. Первое название будущего
посёлка было 41-й км, где был организован дорожный участок Нелькобинского ДСУ. Вскоре в окрестностях началась добыча торфа, который прессовался на поселковой минифабрике и использовался для строительства временного жилья на близлежащих приисках. Тогда же появилось ещё дно название посёлка — Мохоплит. Официально современное название закрепилось в 1958 году.
В 1945 году в Транспортном была построена районная больница, в 1950 году — школа. В 1946 году запущена дизельная электростанция, в 1957 году вошли в строй хлебобулочный и мясомолочный пищекомбинаты.
В 2004 году градообразующее предприятие — автобаза — фактически перестала осуществлять свою деятельность. В том же году была закрыта школа. Больница была преобразована в ФАП. В 2013 году посёлок Транспортный признан неперспективным, его предполагается частично расселить.
До 2015 года посёлок был административным центром сельского поселения «посёлок имени Гастелло».
Поставлен вопрос о расселении посёлка.
В 2022 году поселок расселили. На момент 2024 года, в поселке проживает пара семей в летний период. 

## Население
| 2002 | 2010 | 2020 | 2021 |
| ---- | ---- | ---- | ---- |
| 311  | ↘156 | ↘50  | ↗95  |